# Plymouth Cambridge

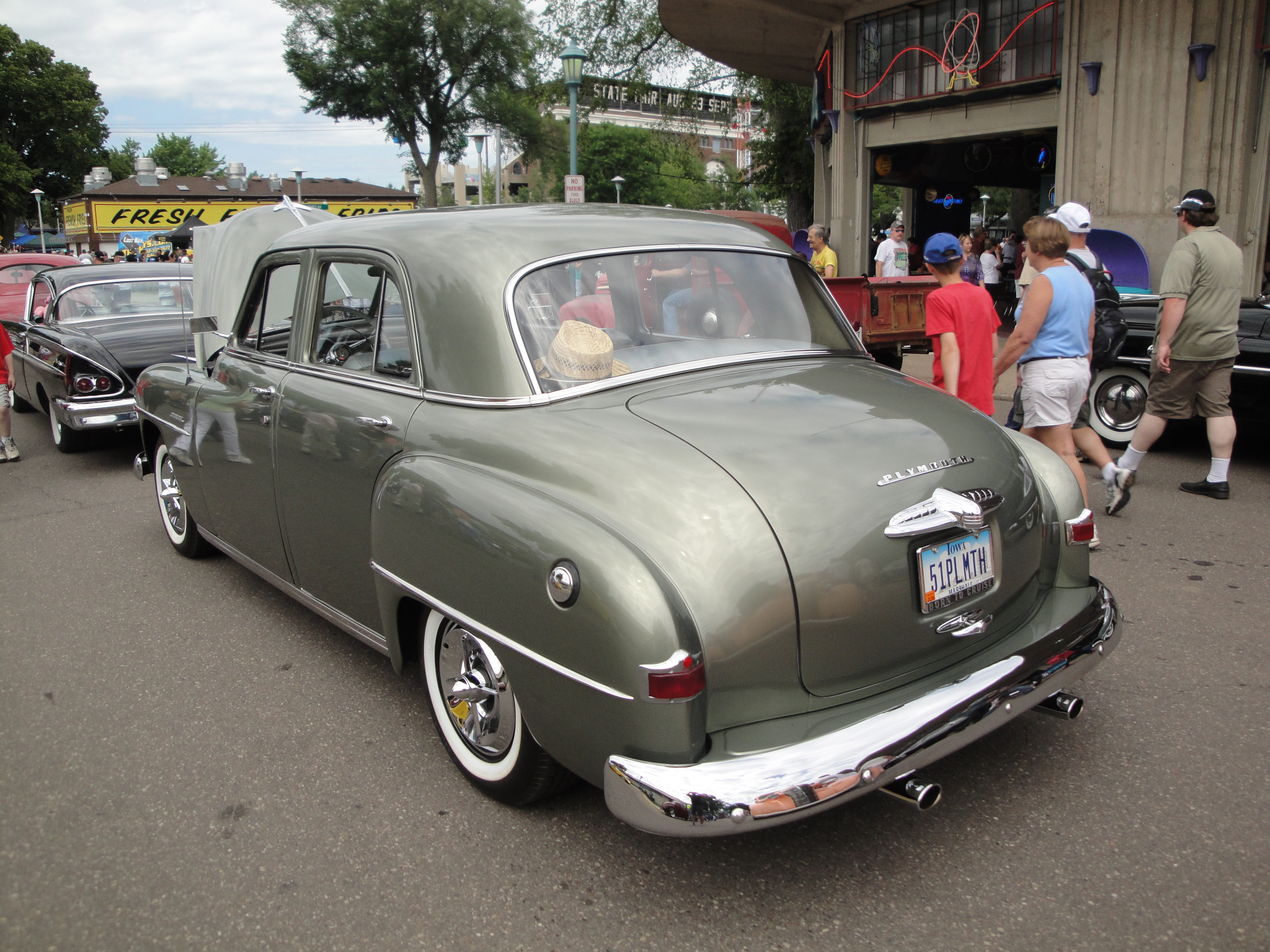
Heckansicht

Der Plymouth Cambridge war ein großer PKW, den der US-amerikanische Chrysler-Konzern unter dem Markennamen Plymouth in den Modelljahren 1951 bis 1953 herstellte. Er stellte zwischen dem teureren Cranbrook und dem günstigeren Concord das mittlere Modell in der Palette dar, die den bis 1950 gebauten Plymouth Deluxe ersetzte. Der Cambridge war zu Beginn erhältlich als Limousine mit vier Türen oder als Coupé mit zwei Türen.
Die Unterschiede zum Vorgängermodell Deluxe waren gering, trotz neuem Namen handelte es sich nur um eine Modellpflege. Auffallend waren die neue Frontpartie und eckigen Radausschnitte, dazu kam ein überarbeitetes Armaturenbrett. Als Antrieb kam weiterhin Chryslers Flathead-Motor mit sechs Zylindern und 3,6 Litern Hubraum zum Einsatz.
Plymouths dieser Zeit galten als kistenartig und schmucklos. Daran änderte auch die Modellüberarbeitung 1953 nichts. Tatsächlich verfügten die Wagen über weniger Chromschmuck und waren etwas kürzer als zuvor. Da der Plymouth Concord nicht mehr erhältlich war, konnten Kunden den Cambridge in weiteren Karosserievarianten ordern. Die viertürige Limousine wurde durch eine Zweitürige ergänzt, dazu kam der Kombi Cambridge Suburban. Bereits im folgenden Jahr wurde die Baureihe vom Plymouth Savoy abgelöst.
| Bauart                 | Hubraum                          | Bohrung × Hub                     | Max. Leistung   | Bauzeit     |
| ---------------------- | -------------------------------- | --------------------------------- | --------------- | ----------- |
| Reihenmotor 6 Zylinder | 217,8 Kubikzoll (CID) (3569 cm³) | 3.25 × 4.375 in (82,6 × 111,1 mm) | 97 bhp (72 kW)  | 1951 – 1952 |
| Reihenmotor 6 Zylinder | 217,8 Kubikzoll (CID) (3569 cm³) | 3.25 × 4.375 in (82,6 × 111,1 mm) | 100 bhp (75 kW) | 1953        |

## Quelle
- Gunnell, John (Herausgeber): Standard Catalog of American Cars 1946–1975, Krause Publications Inc., Iola (2002), ISBN 0-87349-461-X.